# Виконт Массерин и Феррард

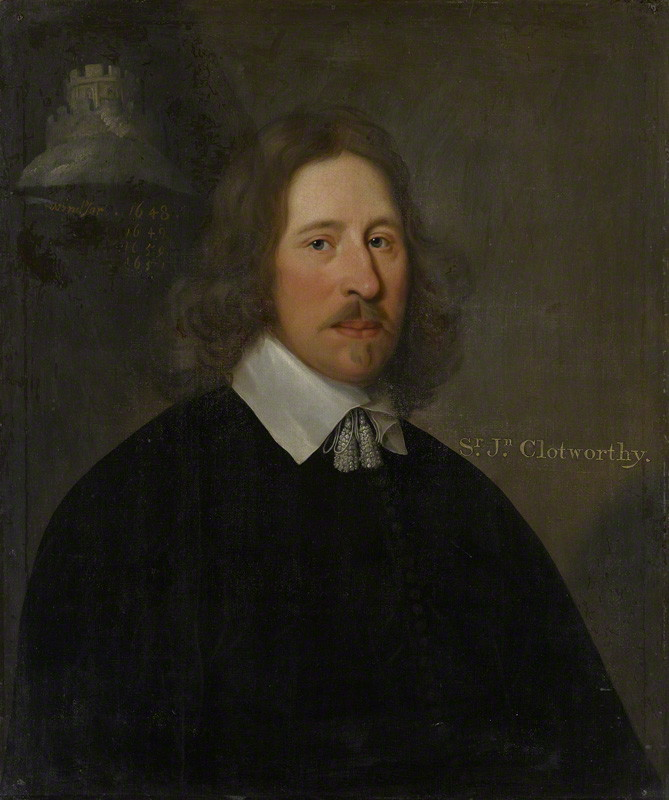
Джон Клотуорти, 1-й виконт Массерин (ум. 1665)

Виконт Массерин (англ. Viscount Massereene) — наследственный титул в системе Пэрства Ирландии. Он был создан 21 ноября 1660 года вместе дочерним титулом барона Лох-Нея. С 1665 по 1816 год виконты Массерин также являлись баронетами Скеффингтон из Фишервика. В 1756—1816 годах виконты Массерин также носили титулы графов Массерин. С 1843 года титул виконта Массерин объединены с титулами виконта Феррарда из Ориэля и барона Ориэля (Пэрство Ирландии) и барона Ориэля (Пэрство Соединённого королевства).
Виконт Массерин имеет вспомогательные титулы барона Лох-Ней (1660) и барона Ориэля (1790) в звании пэра Ирландии, и барона Ориэля (1821) в звании пэра Соединённого королевства. В качестве барона Ориэля виконты Массерин и Феррард заседали в Палате лордов Великобритании до принятия акта о пэрах 1999 года.
Семейная резиденция — Замок Чилхем в окрестностях Кентербери в графстве Кент.

## Виконт Массерин
Джон Клотуорти (ум. 1665) был видным англо-ирландским политиком времен Гражданской войны. В 1660 году для него были созданы титулы барона Лох-Ней и виконта Массерин (Пэрство Ирландии). Ему наследовал его зять, сэр Джон Скеффингтон, 4-й баронет из Фишервика (ум. 1695), муж его дочери достопочтенной Мэри Клотуорти. В 1756 году его правнук, Клотуорти Скеффингтон, 5-й виконт Мессерин (1715—1757), получил титул графа Массерина в звании пэра Ирландии. Тем не менее, в 1816 году после смерти его внука, Чичестера Скеффингтона, 4-го графа Массерина, 8-го виконта Массерина (ум. 1816), титулы графа Массерина и баронета Скеффингтона прервались. Баронство Лох-Ней и виконтство Массерин унаследовал его дочь Гарриет Скеффингтон, 9-я виконтесса Массерин (ум. 1831). Она была женой Генри Томаса Фостера, 2-го виконта Феррарда (1772—1843). Лорду Феррарду и леди Массерин наследовал их сын, Джон Фостер, 10-й виконт Массерин и 3-й виконт Феррард (1812—1863). В 1817 году он получил королевское разрешение на фамилию «Скеффингтон» вместо «Фостер». Его сын, Клотурти Скеффингтон, 11-й виконт Массерин и 4-й виконт Феррард (1842—1905), занимал пост лорда-лейтенанта графства Лаут (1879—1898). Его сын, Элджернон Уильям Джон Клотуорти Скеффингтон, 12-й виконт Массерин и 5-й виконт Феррард (1873—1956), являлся лордом-лейтенантом графства Антрим (1916—1938) и заместителем спикера Сената Северной Ирландии (1921—1929). Джон Дэвид Клотуорти Уайт-Мелвилл-Скеффингтон, 14-й виконт Массерин и 7-й виконт Феррард (1940—2024). Он был президентом «Conservative Monday Club».
По состоянию на 2024 год, носителем титула являлся его сын, Чарльз Клотуорти Уайт-Мелвилл Фостер Скеффингтон, 15-й виконт Массерин, 8-й виконт Феррард (род. 1973), который сменил своего отца в 2024 году. Как и его отец был президентом «Conservative Monday Club».

## Виконт Феррард и барон Ориэль

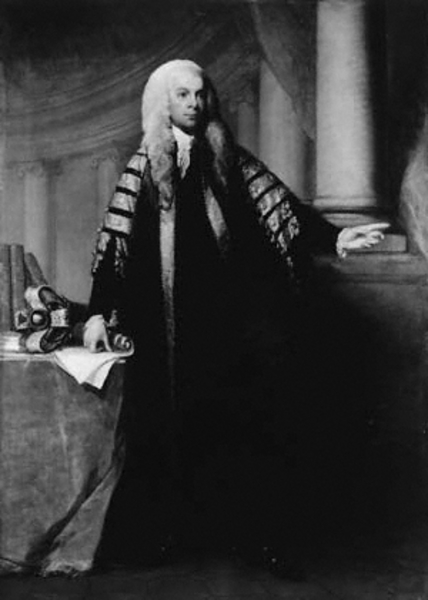
Джон Фостер, 1-й барон Ориэль (1740—1828)

Джон Фостер (1740—1828) служил канцлером казначейства Ирландии (1784, 1804, 1807) и спикером Ирландской палаты общин (1785—1801), а также представлял графство Лаут в Британской Палате общин (1801—1821). В 1821 году для него был создан титул барона Ориэля из Феррарда в графстве Лаут (Пэрство Соединённого королевства). Его жена Маргарита Амелия Фостер получила титулы баронессы Ориэль из Коллона (1790) и виконтессы Феррард из Ориэля (1797), став пэром Ирландии. Лорду Ориэлю и леди Феррард наследовал их сын, Томас Скеффингтон, 2-й виконт Феррард (1772—1843). Он был женат на Гарриет Скеффингтон, 9-й виконтессе Массерин (ум. 1831). Им наследовал их сын, Джон Скеффингтон, 10-й виконт Массерин и 3-й виконт Феррард (1812—1863).

## Баронеты Скеффингтон из Фишервика
Уильям Скеффингтон (ум. 1635) был высшим шерифом Стаффордшира (1601—1623). 8 мая 1627 года для него был создан титул баронета из Фишервика в графстве Стаффордшир (Баронетство Англии). Сэр Джон Скеффингтон, 2-й баронет (ок. 1590—1651), был депутатом парламента от Ньюкасл-андер-Лайма (1626) и высшим шерифом Стаффордшира (1637). Сэр Джон Скеффингтон, 4-й баронет (ум. 1695), был женат на достопочтенной Мэри Клотуорти, дочери Джона Клотуорти, 1-го виконта Массерина. В 1665 году он стал преемником своего тестя в качестве 2-го виконта Массерина. Виконты и графы Массерин носили титул баронета Скеффингтона из Фишервика до 1816 года.

## Виконты Массерин (1660)
- 1660—1665: Джон Клотуорти, 1-й виконт Массерин (умер 23 сентября 1665), сын сэра Хью Клотуорти (ум. 1630), высшего шерифа Антрима;
- 1665—1695: Джон Скеффингтон, 2-й виконт Массерин (умер 21 июня 1695), сын сэра Ричарджа Скеффингтона (ум. 1647), внук сэра Уильяма Скеффингтона, 1-го баронета (ум. 1635); Женат на Мэри Клотуорти (ум. 1686), дочери Джона Клотуорти, 1-го виконта Массерина;
- 1695—1714: Клотуорти Скеффингтон, 3-й виконт Массерин (1660 — 14 марта 1714), единственный сын предыдущего;
- 1714—1738: Клотуорти Скеффингтон, 4-й виконт Массерин (умер 11 февраля 1738), единственный сын предыдущего;
- 1738—1757: Клотуорти Скеффингтон, 5-й виконт Массерин (1715 — 17 сентября 1757), старший сын предыдущего, граф Массерин с 1756 года.

## Графы Массерин (1756)
- 1756—1757: Клотуорти Скеффингтон, 1-й граф Массерин, 5-й виконт Массерин (1715 — 17 сентября 1757), старший сын 4-го виконта Массерина;
- 1757—1805: Клотуорти Скеффингтон, 2-й граф Массерин, 6-й виконт Массерин (28 января 1743 — 28 февраля 1805), старший сын предыдущего;
- 1805—1811: Генри Скеффингтон, 3-й граф Массерин, 7-й виконт Массерин (ок. 1744 — 12 июня 1811), младший брат предыдущего;
- 1811—1816: Чичестер Скеффингтон, 4-й граф Массерин, 8 виконт Массерин (ок. 1746 — 25 февраля 1816), младший брат предыдущего.

## Виконты Массерин, продолжение (1660)

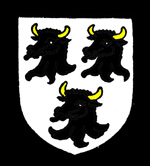
Герб семьи Скеффингтон

- 1816—1831: Гарриет Скеффингтон, 9-я виконтесса Массерин (умер 2 января 1831), дочь Чичестера Скеффингтона, 4-го графа Массерина, жена с 1810 года Томаса Генри Скеффингтона, 2-го виконта Феррарда (1772—1843);
- 1831—1863: Джон Скеффингтон, 10-й виконт Массерин, 3-й виконт Феррард[англ.] (30 ноября 1812 — 28 апреля 1863), старший сын предыдущего;
- 1863—1905: Клотуорти Джон Скеффингтон, 11-й виконт Массерин, 4-й виконт Феррард (9 октября 1842 — 26 июня 1905), старший сын предыдущего;
- 1905—1956: Элджернон Уильям Джон Клотуорти Скеффингтон, 12-й виконт Массерин, 5-й виконт Феррард[англ.] (28 ноября 1873 — 20 июля 1956), второй сын предыдущего;
- 1956—1992: Джон Талбот Клотуорти Фостер Уайт-Мелвилл-Скеффингтон, 13-й виконт Массерин, 6-й виконт Феррард[англ.] (22 октября 1914 — 27 декабря 1992), единственный сын предыдущего;
- 1992—2024: Джон Дэвид Уайт-Клотуорти Мелвилл Фостер Скеффингтон, 14-й виконт Массерин, 7-й виконт Феррард (3 июня 1940 — 13 ноября 2024), единственный сын предыдущего;
- 2024 — настоящее время: Чарльз Клотуорти Уайт-Мелвилл Фостер Скеффингтон, 15-й виконт Массерин, 8-й виконт Феррард (род. 7 февраля 1973), старший сын предыдущего;
  - Наследник: достопочтенный Джеймс Элджернон Фостер Клотуорти Скиффингтон (род. 11 августа 2014), единственный сын предыдущего.

## Виконты Феррард (1797)
- 1797—1821: Маргарита Амелия Фостер, 1-я виконтесса Феррард (ок. 1737 — 20 января 1821), дочь Томаса Бурга (ум. 1754), супруга с 1764 года Джона Фостера, 1-го барона Ориэля;
- 1821—1843: Томас Скеффингтон, 2-й виконт Феррард[англ.] (ок. 1772 — 18 января 1843), второй сын предыдущей и Джона Фостера, 1-го барона Ориэля;
- 1843—1863: Джон Скеффингтон, 3-й виконт Феррард (30 ноября 1812 — 28 апреля 1863), старший сын предыдущего, виконт Массерин с 1831 года.

См. выше дальнейшие носители титула

## Бароны Ориэль (1821)
- 1821—1828: Джон Фостер, 1-й барон Ориэль[англ.] (28 сентября 1740 — 23 августа 1828), сын преподобного достопочтенного Энтони Фостера (1705—1778) и Элизабет Бург (ум. 1744);
- 1828—1843: Томас Генри Скеффингтон, 2-й барон Ориэль[англ.] (1772 — 18 января 1843), второй сын предыдущего, виконт Феррард с 1821 года.

См. выше последующие носители титула

## Баронеты Скеффингтон из Фишервика (1627)
- 1627—1635: Сэр Уильям Скеффингтон, 1-й баронет (умер 13 сентября 1635), сын Джона Скеффингтона (1534—1604);
- 1635—1651: Сэр Джон Скеффингтон, 2-й баронет[англ.] (ок. 1590 — 19 ноября 1651), старший сын предыдущего;
- 1651—1652: Сэр Уильям Скеффингтон, 3-й баронет (умер 4 апреля 1652), сын предыдущего;
- 1652—1695: Сэр Джон Скеффингтон, 4-й баронет (умер 21 июня 1695), сын Ричарда Скеффингтона (ум. 1647), внук сэра Уильяма Скеффингтона, 1-го баронета, виконт Массерин с 1665 года.

См. выше дальнейшие носители титулы.